# Алёшино (Весьегонский район)
Алёшино — деревня в Весьегонском муниципальном округе Тверской области России. До 2019 года входила в состав ныне упразднённого Кесемского сельского поселения.

## География
Деревня находится в северо-восточной части Тверской области, в подзоне южной тайги, на правом берегу реки Алёшинки, при автодороге 28К-0058, на расстоянии примерно 32 километров (по прямой) к юго-западу от города Весьегонска, административного центра округа. Абсолютная высота — 204 метра над уровнем моря.

### Климат
Климат характеризуется как умеренно континентальный, с умеренно холодной зимой и относительно тёплым влажным летом. Средняя температура воздуха самого холодного месяца (января) — −10,7 °C, средняя температура самого тёплого (июля) — 17,1 °С. Безморозный период длится 125 дней. Продолжительность вегетационного периода составляет примерно 126 дней. Годовое количество атмосферных осадков составляет в среднем 612 мм, из которых большая часть выпадает в тёплый период. Снежный покров держится в течение 140 дней.

### Часовой пояс
Деревня Алёшино, как и вся Тверская область, находится в часовой зоне МСК (московское время). Смещение применяемого времени относительно UTC составляет +3:00.

## Население
| 2010 |
| ---- |
| 24   |

### Национальный состав
Согласно результатам переписи 2002 года, в национальной структуре населения русские составляли 92 % из 26 чел.